# Afiba
Afiba est un cratère de la planète Vénus ayant un diamètre de 9,5 kilomètres. Sa latitude est de -47,1° et sa longitude est de 102,7°.  L'origine de son nom est un prénom usuel féminin en langue ewe ,.